# Tjeckien i olympiska sommarspelen 2012
Tjeckien deltog i de olympiska sommarspelen 2012 som ägde rum i London i Storbritannien mellan den 27 juli och den 12 augusti 2012.

## Medaljörer (urval)
| Medalj | Namn               | Sport          | Gren                   |
| ------ | ------------------ | -------------- | ---------------------- |
| Guld   | Miroslava Knapková | Rodd           | Damernas singelsculler |
| Guld   | Barbora Špotáková  | Friidrott      | Damernas spjut         |
| Guld   | David Svoboda      | Modern femkamp | Herrar                 |

## Badminton
- Huvudartikel: Basket vid olympiska sommarspelen 2012

| Spelare           | Gren       | Gruppnivå                   | Gruppnivå                         | Gruppnivå         | Gruppnivå        | Eliminering       | Kvartsfinal       | Semifinal         | Final / brons     | Final / brons |
| Spelare           | Gren       | Motståndare Poäng           | Motståndare Poäng                 | Motståndare Poäng | Placering        | Motståndare Poäng | Motståndare Poäng | Motståndare Poäng | Motståndare Poäng | Placering     |
| ----------------- | ---------- | --------------------------- | --------------------------------- | ----------------- | ---------------- | ----------------- | ----------------- | ----------------- | ----------------- | ------------- |
| Petr Koukal       | Herrsingel | Hidayat (INA) L 8–21, 8–21  | Abián (ESP) L 17–21, 21–16, 16–21 | 3                 | Gick inte vidare | Gick inte vidare  | Gick inte vidare  | Gick inte vidare  | Gick inte vidare  |               |
| Kristína Gavnholt | Damsingel  | Schenk (GER) L 18–21, 14–21 | Griga (UKR) W 21–13, 15–21, 21–15 | 2                 | Gick inte vidare | Gick inte vidare  | Gick inte vidare  | Gick inte vidare  | Gick inte vidare  |               |

## Basket
- Huvudartikel: Basket vid olympiska sommarspelen 2012
- Damer

| \| \| Pos. \| Namn \| Ålder \| \| Klubb \| \| \| ---- \| ------------------------ \| ------------------ \| \| ----- \| \| \| \| Jana Veselá (CZE) \| .. år (19XX-XX-XX) \| \| \| \| \| \| Michaela Zrůstová (CZE) \| .. år (19XX-XX-XX) \| \| \| \| \| \| Kateřina Bartoňová (CZE) \| .. år (19XX-XX-XX) \| \| \| \| \| \| Kateřina Zohnová (CZE) \| .. år (19XX-XX-XX) \| \| \| \| \| \| Ilona Burgrová (CZE) \| .. år (19XX-XX-XX) \| \| \| \| \| \| Hana Horáková (CZE) \| .. år (19XX-XX-XX) \| \| \| \| \| \| Alena Hanušová (CZE) \| .. år (19XX-XX-XX) \| \| \| \| \| \| Kateřina Elhotová (CZE) \| .. år (19XX-XX-XX) \| \| \| \| \| \| Lenka Bartáková (CZE) \| .. år (19XX-XX-XX) \| \| \| \| \| \| Petra Kulichová (CZE) \| .. år (19XX-XX-XX) \| \| \| \| \| \| Tereza Pecková (CZE) \| .. år (19XX-XX-XX) \| \| \| \| \| \| Eva Vítečková (CZE) \| .. år (19XX-XX-XX) \| \| \| | Förbundskapten(-er): (?)                     |                          |                    |  |       |
| \| \| Pos. \| Namn \| Ålder \| \| Klubb \| \| \| ---- \| ------------------------ \| ------------------ \| \| ----- \| \| \| \| Jana Veselá (CZE) \| .. år (19XX-XX-XX) \| \| \| \| \| \| Michaela Zrůstová (CZE) \| .. år (19XX-XX-XX) \| \| \| \| \| \| Kateřina Bartoňová (CZE) \| .. år (19XX-XX-XX) \| \| \| \| \| \| Kateřina Zohnová (CZE) \| .. år (19XX-XX-XX) \| \| \| \| \| \| Ilona Burgrová (CZE) \| .. år (19XX-XX-XX) \| \| \| \| \| \| Hana Horáková (CZE) \| .. år (19XX-XX-XX) \| \| \| \| \| \| Alena Hanušová (CZE) \| .. år (19XX-XX-XX) \| \| \| \| \| \| Kateřina Elhotová (CZE) \| .. år (19XX-XX-XX) \| \| \| \| \| \| Lenka Bartáková (CZE) \| .. år (19XX-XX-XX) \| \| \| \| \| \| Petra Kulichová (CZE) \| .. år (19XX-XX-XX) \| \| \| \| \| \| Tereza Pecková (CZE) \| .. år (19XX-XX-XX) \| \| \| \| \| \| Eva Vítečková (CZE) \| .. år (19XX-XX-XX) \| \| \| | Positioner: G - Guard C - Center F - Forward |                          |                    |  |       |
| \| \| Pos. \| Namn \| Ålder \| \| Klubb \| \| \| ---- \| ------------------------ \| ------------------ \| \| ----- \| \| \| \| Jana Veselá (CZE) \| .. år (19XX-XX-XX) \| \| \| \| \| \| Michaela Zrůstová (CZE) \| .. år (19XX-XX-XX) \| \| \| \| \| \| Kateřina Bartoňová (CZE) \| .. år (19XX-XX-XX) \| \| \| \| \| \| Kateřina Zohnová (CZE) \| .. år (19XX-XX-XX) \| \| \| \| \| \| Ilona Burgrová (CZE) \| .. år (19XX-XX-XX) \| \| \| \| \| \| Hana Horáková (CZE) \| .. år (19XX-XX-XX) \| \| \| \| \| \| Alena Hanušová (CZE) \| .. år (19XX-XX-XX) \| \| \| \| \| \| Kateřina Elhotová (CZE) \| .. år (19XX-XX-XX) \| \| \| \| \| \| Lenka Bartáková (CZE) \| .. år (19XX-XX-XX) \| \| \| \| \| \| Petra Kulichová (CZE) \| .. år (19XX-XX-XX) \| \| \| \| \| \| Tereza Pecková (CZE) \| .. år (19XX-XX-XX) \| \| \| \| \| \| Eva Vítečková (CZE) \| .. år (19XX-XX-XX) \| \| \| | Spelarnas åldrar och klubb per 27 juli 2012. |                          |                    |  |       |
| | Pos.                                         | Namn                     | Ålder              |  | Klubb |
| |                                              | Jana Veselá (CZE)        | .. år (19XX-XX-XX) |  |       |
| |                                              | Michaela Zrůstová (CZE)  | .. år (19XX-XX-XX) |  |       |
| |                                              | Kateřina Bartoňová (CZE) | .. år (19XX-XX-XX) |  |       |
| |                                              | Kateřina Zohnová (CZE)   | .. år (19XX-XX-XX) |  |       |
| |                                              | Ilona Burgrová (CZE)     | .. år (19XX-XX-XX) |  |       |
| |                                              | Hana Horáková (CZE)      | .. år (19XX-XX-XX) |  |       |
| |                                              | Alena Hanušová (CZE)     | .. år (19XX-XX-XX) |  |       |
| |                                              | Kateřina Elhotová (CZE)  | .. år (19XX-XX-XX) |  |       |
| |                                              | Lenka Bartáková (CZE)    | .. år (19XX-XX-XX) |  |       |
| |                                              | Petra Kulichová (CZE)    | .. år (19XX-XX-XX) |  |       |
| |                                              | Tereza Pecková (CZE)     | .. år (19XX-XX-XX) |  |       |
| |                                              | Eva Vítečková (CZE)      | .. år (19XX-XX-XX) |  |       |

- Gruppspel

| Lag      | S | V | O | F | GM  | IM  | MS   | P  |
| -------- | - | - | - | - | --- | --- | ---- | -- |
| USA      | 5 | 5 | 0 | 0 | 462 | 279 | +183 | 10 |
| Turkiet  | 5 | 4 | 0 | 1 | 343 | 316 | +27  | 9  |
| Kina     | 5 | 3 | 0 | 2 | 346 | 363 | −17  | 8  |
| Tjeckien | 5 | 2 | 0 | 3 | 346 | 332 | +14  | 7  |
| Kroatien | 5 | 1 | 0 | 4 | 324 | 379 | −55  | 6  |
| Angola   | 5 | 0 | 0 | 5 | 243 | 395 | −152 | 5  |

|  | 28 juli 2012 | Kina | 66–57 | Tjeckien | Basketball Arena, London |  |
|  |              |      |       |          |                          |  |
|  |              |      |       |          |                          |  |
|  |              |      |       |          |                          |  |

|  | 30 juli 2012 | Tjeckien | 57–61 | Turkiet | Basketball Arena, London |  |
|  |              |          |       |         |                          |  |
|  |              |          |       |         |                          |  |
|  |              |          |       |         |                          |  |

|  | 1 augusti 2012 | Kroatien | 70–89 | Tjeckien | Basketball Arena, London |  |
|  |                |          |       |          |                          |  |
|  |                |          |       |          |                          |  |
|  |                |          |       |          |                          |  |

|  | 3 augusti 2012 | Tjeckien | 61–88 | USA | Basketball Arena, London |  |
|  |                |          |       |     |                          |  |
|  |                |          |       |     |                          |  |
|  |                |          |       |     |                          |  |

|  | 5 augusti 2012 | Angola | 47–82 | Tjeckien | Basketball Arena, London |  |
|  |                |        |       |          |                          |  |
|  |                |        |       |          |                          |  |
|  |                |        |       |          |                          |  |

- Slutspel

|  | Kvartsfinal | Kvartsfinal | Kvartsfinal |    |    | Semifinal | Semifinal | Semifinal  |            |            | Final      | Final    | Final |
|  |             |             |             |    |    |           |           |            |            |            |            |          |       |
|  | A1          | USA         | 91          |    |    |           |           |            |            |            |            |          |       |
|  |             |             | 91          |    |    |           |           |            |            |            |            |          |       |
|  | B4          | Kanada      | 48          |    |    |           |           |            |            |            |            |          |       |
|  | B4          | Kanada      | 48          |    |    | USA       | 86        |            |            |            |            |          |       |
|  |             |             |             |    |    | USA       | 86        |            |            |            |            |          |       |
|  |             |             | Australien  | 73 |    |           |           |            |            |            |            |          |       |
|  | B2          | Australien  | Australien  | 73 | 75 |           |           |            |            |            |            |          |       |
|  | B2          | Australien  |             |    | 75 |           |           |            |            |            |            |          |       |
|  | A3          | Kina        | 60          |    |    |           |           |            |            |            |            |          |       |
|  |             |             |             |    |    |           |           |            |            |            | USA        | 86       |       |
|  |             |             |             |    |    |           |           |            |            |            | Frankrike  | 50       |       |
|  | B1          | Frankrike   | 71          |    |    |           |           |            |            |            |            |          |       |
|  | B1          | Frankrike   | 71          |    |    |           |           |            |            |            |            |          |       |
|  | A4          | Tjeckien    | 68          |    |    |           |           |            |            |            |            |          |       |
|  | A4          | Tjeckien    | 68          |    |    | Frankrike | 81        |            | Bronsmatch | Bronsmatch | Bronsmatch |          |       |
|  |             |             |             |    |    | Frankrike | 81        |            | Bronsmatch | Bronsmatch | Bronsmatch |          |       |
|  |             |             | Ryssland    | 64 |    |           |           |            |            |            |            |          |       |
|  | A2          | Turkiet     | Ryssland    | 64 | 63 |           |           | Australien | 83         |            |            |          |       |
|  | A2          | Turkiet     |             |    | 63 |           |           | Australien | 83         |            |            |          |       |
|  | B3          | Ryssland    | 66          |    |    |           |           |            |            |            |            | Ryssland | 74    |
|  |             |             |             |    |    |           |           |            |            |            |            |          |       |

## Bordtennis
- Huvudartikel: Bordtennis vid olympiska sommarspelen 2012

| Spelare          | Gren      | Inledande omgång     | Runda 1              | Runda 2              | Runda 3              | Runda 4              | Kvartsfinal          | Semifinal            | Final                | Final            |
| Spelare          | Gren      | Motståndare Resultat | Motståndare Resultat | Motståndare Resultat | Motståndare Resultat | Motståndare Resultat | Motståndare Resultat | Motståndare Resultat | Motståndare Resultat | Placering        |
| ---------------- | --------- | -------------------- | -------------------- | -------------------- | -------------------- | -------------------- | -------------------- | -------------------- | -------------------- | ---------------- |
| Dana Hadačová    | Damsingel | BYE                  | Miao M (AUS) L 2–4   | Gick inte vidare     | Gick inte vidare     | Gick inte vidare     | Gick inte vidare     | Gick inte vidare     | Gick inte vidare     | Gick inte vidare |
| Iveta Vacenovská | Damsingel | BYE                  | BYE                  | Komwong (THA) W 4–1  | Wu J (GER) L 2–4     | Gick inte vidare     | Gick inte vidare     | Gick inte vidare     | Gick inte vidare     | Gick inte vidare |

## Boxning
- Huvudartikel: Boxning vid olympiska sommarspelen 2012

Herrar
| Boxare         | Gren            | Sextondelsfinal            | Åttondelsfinal       | Kvartsfinal          | Semifinal            | Final                | Final            |
| Boxare         | Gren            | Motståndare Resultat       | Motståndare Resultat | Motståndare Resultat | Motståndare Resultat | Motståndare Resultat | Placering        |
| -------------- | --------------- | -------------------------- | -------------------- | -------------------- | -------------------- | -------------------- | ---------------- |
| Zdeněk Chládek | Lätt weltervikt | Mönkh-Erdene (MGL) L 12–20 | Gick inte vidare     | Gick inte vidare     | Gick inte vidare     | Gick inte vidare     | Gick inte vidare |

## Brottning
- Huvudartikel: Brottning vid olympiska sommarspelen 2012

Herrar, grekisk-romersk stil
| Brottare   | Gren   | Kvalomgång           | Åttondelsfinal       | Kvartsfinal          | Semifinal            | Återkval 1           | Återkval 2           | Final / brons        | Final / brons |
| Brottare   | Gren   | Motståndare Resultat | Motståndare Resultat | Motståndare Resultat | Motståndare Resultat | Motståndare Resultat | Motståndare Resultat | Motståndare Resultat | Placering     |
| ---------- | ------ | -------------------- | -------------------- | -------------------- | -------------------- | -------------------- | -------------------- | -------------------- | ------------- |
| David Vála | -96 kg | BYE                  | Estrada (CUB) L 1–3  | Gick inte vidare     | Gick inte vidare     | Gick inte vidare     | Gick inte vidare     | Gick inte vidare     | 12            |

## Cykling
- Huvudartikel: Cykling vid olympiska sommarspelen 2012

### Landsväg
| Cyklist         | Gren                | Tid     | Placering |
| --------------- | ------------------- | ------- | --------- |
| Jan Bárta       | Herrarnas linjelopp | 5:46:37 | 75        |
| Roman Kreuziger | Herrarnas linjelopp | 5:46:05 | 15        |

### Bana
Sprint
| Cyklist       | Gren             | Kvalomgång           | Kvalomgång | Omgång 1                         | Återkval 1                       | Omgång 2                         | Återkval 2                           | Kvartsfinaler                    | Semifinaler                      | Final                                                            | Final     |
| Cyklist       | Gren             | Tid Hastighet (km/h) | Placering  | Motståndare Tid Hastighet (km/h) | Motståndare Tid Hastighet (km/h) | Motståndare Tid Hastighet (km/h) | Motståndare Tid Hastighet (km/h)     | Motståndare Tid Hastighet (km/h) | Motståndare Tid Hastighet (km/h) | Motståndare Tid Hastighet (km/h)                                 | Placering |
| ------------- | ---------------- | -------------------- | ---------- | -------------------------------- | -------------------------------- | -------------------------------- | ------------------------------------ | -------------------------------- | -------------------------------- | ---------------------------------------------------------------- | --------- |
| Pavel Kelemen | Herrarnas sprint | 10.311 96.828        | 13         | Canelón (VEN) W REL              | Bye                              | Watkins (USA) L                  | Förstemann (GER) Esterhuizen (RSA) L | Gick inte vidare                 | Gick inte vidare                 | 9:e plats-final Nakagawa (JPN) Esterhuizen (RSA) Canelón (VEN) L | 10        |

Keirin
| Cyklist      | Gren             | 1:a omgången | Återkval  | 2:a omgången     | Final     |
| Cyklist      | Gren             | Placering    | Placering | Placering        | Placering |
| ------------ | ---------------- | ------------ | --------- | ---------------- | --------- |
| Denis Špička | Herrarnas keirin | 5 R          | 6         | Gick inte vidare | 17        |

### Mountainbike
| Cyklist          | Gren                  | Tid     | Placering |
| ---------------- | --------------------- | ------- | --------- |
| Ondřej Cink      | Herrarnas terränglopp | 1:32:16 | 14        |
| Jaroslav Kulhavý | Herrarnas terränglopp | 1:29:07 | 1         |
| Jan Škarnitzl    | Herrarnas terränglopp | 1:31:48 | 12        |
| Kateřina Nash    | Damernas terränglopp  | 1:36:22 | 14        |

### BMX
| Cyklist           | Gren         | Seedning | Seedning  | Semifinal | Semifinal | Final            | Final            |
| Cyklist           | Gren         | Resultat | Placering | Poäng     | Placering | Resultat         | Placering        |
| ----------------- | ------------ | -------- | --------- | --------- | --------- | ---------------- | ---------------- |
| Aneta Hladíková   | Damernas BMX | 40.846   | 10        | 16        | 5         | Gick inte vidare | Gick inte vidare |
| Romana Labounková | Damernas BMX | 41.096   | 11        | 17        | 6         | Gick inte vidare | Gick inte vidare |

## Friidrott
- Huvudartikel: Friidrott vid olympiska sommarspelen 2012

Förkortningar
- Notera – Placeringar gäller endast den tävlandes eget heat
- Q = Kvalificerade sig till nästa omgång via placering
- q = Kvalificerade sig på tid eller, i fältgrenarna, på placering utan att ha nått kvalgränsen
- NR = Nationellt rekord
- N/A = Omgången inte möjlig i grenen
- Bye = Idrottaren behövde inte delta i omgången

Herrar
Bana och väg
| Idrottare      | Gren       | Heat     | Heat      | Semifinal       | Semifinal       | Final           | Final           |
| Idrottare      | Gren       | Resultat | Placering | Resultat        | Placering       | Resultat        | Placering       |
| -------------- | ---------- | -------- | --------- | --------------- | --------------- | --------------- | --------------- |
| Jakub Holuša   | 800 m      | 1:46.87  | 4         | Did not advance | Did not advance | Did not advance | Did not advance |
| Jan Kreisinger | Maraton    | i.u.     | i.u.      | i.u.            | i.u.            | 2:25:03         | 67              |
| Pavel Maslák   | 200 m      | 20.67    | 4         | Did not advance | Did not advance | Did not advance | Did not advance |
| Pavel Maslák   | 400 m      | 44.91    | 2 Q       | 45.15           | 5               | Did not advance | Did not advance |
| Josef Prorok   | 400 m häck | 50.33    | 7         | Did not advance | Did not advance | Did not advance | Did not advance |

Fältgrenar
| Idrottare        | Gren          | Kval  | Kval      | Final            | Final            |
| Idrottare        | Gren          | Längd | Placering | Längd            | Placering        |
| ---------------- | ------------- | ----- | --------- | ---------------- | ---------------- |
| Jaroslav Bába    | Höjdhopp      | 2.21  | 21        | Gick inte vidare | Gick inte vidare |
| Jan Kudlička     | Stavhopp      | 5.50  | =9 q      | 5.65             | 8                |
| Lukáš Melich     | Släggkastning | 75.88 | 9 q       | 77.17            | 6                |
| Roman Novotný    | Längdhopp     | 6.96  | 38        | Gick inte vidare | Gick inte vidare |
| Petr Frydrych    | Spjutkastning | 75.46 | 34        | Gick inte vidare | Gick inte vidare |
| Jakub Vadlejch   | Spjutkastning | 77.61 | 25        | Gick inte vidare | Gick inte vidare |
| Vítězslav Veselý | Spjutkastning | 88.34 | 1 Q       | 83.34            | 3                |
| Štěpán Wagner    | Längdhopp     | 7.50  | 30        | Gick inte vidare | Gick inte vidare |
| Antonín Žalský   | Kulstötning   | 19.62 | 23        | Gick inte vidare | Gick inte vidare |

Kombinerade grenar – tiokamp
| Idrottare    | Gren     | 100 m | LJ  | SP | HJ | 400 m | 110H | DT | PV | JT | 1500 m | Final | Placering |
| ------------ | -------- | ----- | --- | -- | -- | ----- | ---- | -- | -- | -- | ------ | ----- | --------- |
| Roman Šebrle | Resultat | 11.54 | DNS | —  | —  | —     | —    | —  | —  | —  | —      | DNF   | DNF       |
| Roman Šebrle | Poäng    | 744   | 0   | —  | —  | —     | —    | —  | —  | —  | —      | DNF   | DNF       |

Damer
Bana och väg
| Idrottare                                                                                    | Event      | Heat     | Heat      | Kvartsfinal | Kvartsfinal | Semifinal        | Semifinal        | Final            | Final            |
| Idrottare                                                                                    | Event      | Resultat | Placering | Resultat    | Placering   | Resultat         | Placering        | Resultat         | Placering        |
| -------------------------------------------------------------------------------------------- | ---------- | -------- | --------- | ----------- | ----------- | ---------------- | ---------------- | ---------------- | ---------------- |
| Tereza Čapková                                                                               | 1 500 m    | 4:12.15  | 12        | i.u.        | i.u.        | Gick inte vidare | Gick inte vidare | Gick inte vidare | Gick inte vidare |
| Kateřina Čechová                                                                             | 100 m      | BYE      | BYE       | 11.43       | 5           | Gick inte vidare | Gick inte vidare | Gick inte vidare | Gick inte vidare |
| Zuzana Hejnová                                                                               | 400 m häck | 53.96    | 1 Q       | i.u.        | i.u.        | 53.62            | 2 Q              | 53.38 SB         | 2                |
| Lenka Masná                                                                                  | 800 m      | 2:08.68  | 5         | i.u.        | i.u.        | Gick inte vidare | Gick inte vidare | Gick inte vidare | Gick inte vidare |
| Lucie Pelantová                                                                              | 20 km gång | i.u.     | i.u.      | i.u.        | i.u.        | i.u.             | i.u.             | 1:33:35          | 35               |
| Denisa Rosolová                                                                              | 400 m häck | 55.42    | 5 q       | i.u.        | i.u.        | 54.87            | 3 q              | 55.27            | 7                |
| Ivana Sekyrová                                                                               | Maraton    | i.u.     | i.u.      | i.u.        | i.u.        | i.u.             | i.u.             | 2:37:14          | 67               |
| Lucie Škrobáková                                                                             | 100 m häck | 13.01    | 3 Q       | i.u.        | i.u.        | 12.81            | 5                | Gick inte vidare | Gick inte vidare |
| Jitka Bartoničková Zuzana Bergrová Tereza Čapková Zuzana Hejnová Lenka Masná Denisa Rosolová | 4 x 400 m  | 3:26.20  | 4 q       | i.u.        | i.u.        | i.u.             | i.u.             | 3:27.77          | 7                |

Fältgrenar
| Idrottare           | Gren           | Kval  | Kval      | Final            | Final            |
| Idrottare           | Gren           | Längd | Placering | Längd            | Placering        |
| ------------------- | -------------- | ----- | --------- | ---------------- | ---------------- |
| Věra Cechlová       | Diskuskastning | 55.00 | 34        | Gick inte vidare | Gick inte vidare |
| Jarmila Klimešová   | Spjutkastning  | 59.90 | 14        | Gick inte vidare | Gick inte vidare |
| Oldřiška Marešová   | Höjdhopp       | 1.80  | 29        | Gick inte vidare | Gick inte vidare |
| Jiřina Ptáčníková   | Stavhopp       | 4.55  | 12 q      | 4.45             | 6                |
| Kateřina Šafránková | Släggkastning  | 66.16 | 31        | Gick inte vidare | Gick inte vidare |
| Barbora Špotáková   | Spjutkastning  | 66.19 | 1 Q       | 69.55 SB         | 1                |

Kombinerade grenar – sjukamp
| Idrottare        | Gren     | 100H  | HJ   | SP    | 200 m | LJ   | JT    | 800 m   | Final | Placering |
| ---------------- | -------- | ----- | ---- | ----- | ----- | ---- | ----- | ------- | ----- | --------- |
| Eliška Klučinová | Resultat | 14.01 | 1.80 | 12.93 | 25.00 | 6.13 | 45.65 | 2:16.08 | 6109  | 18        |
| Eliška Klučinová | Poäng    | 977   | 978  | 723   | 887   | 890  | 776   | 878     | 6109  | 18        |

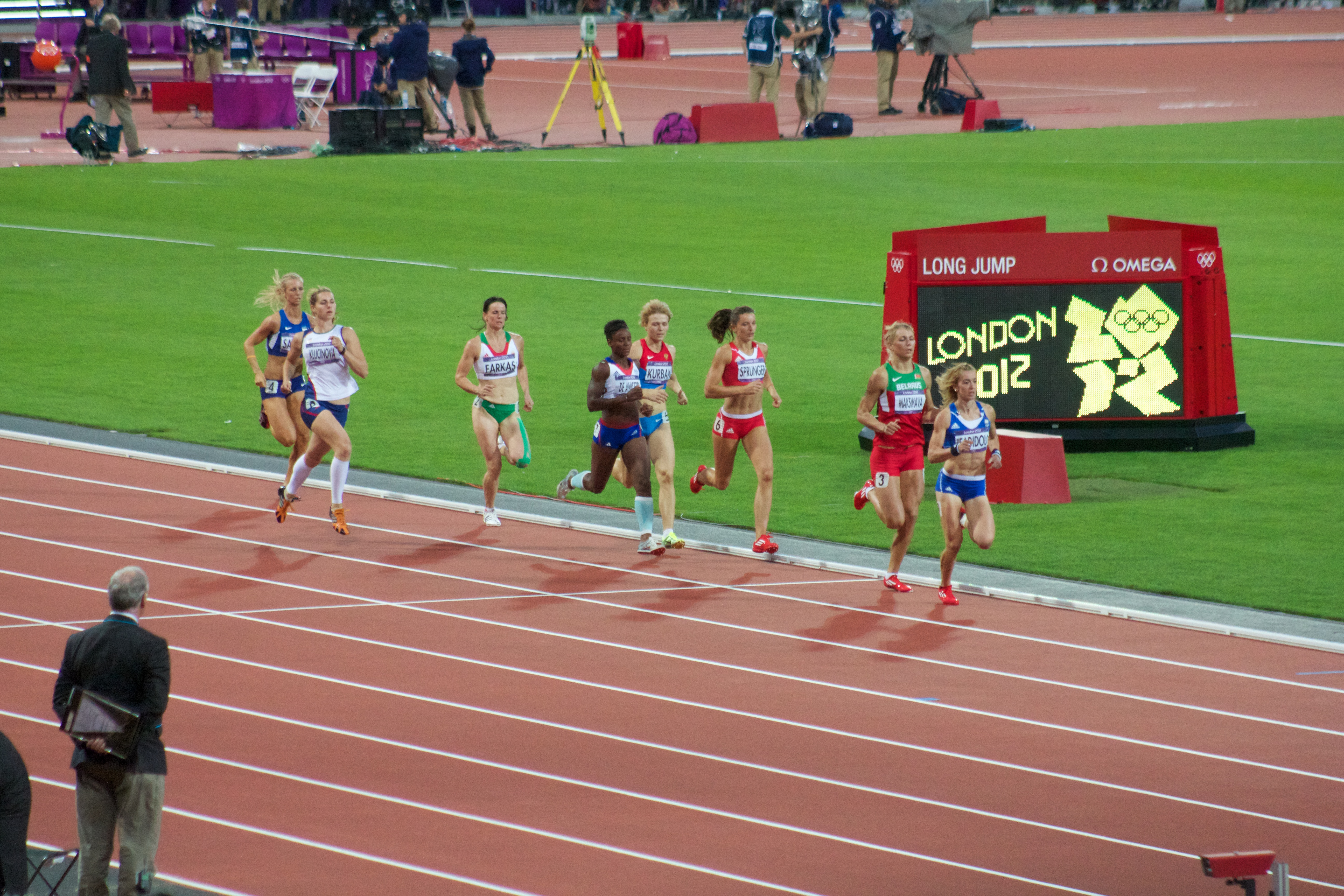
Eliška Klučinová (andra från vänster) under 800 metersloppet i damernas sjukamp
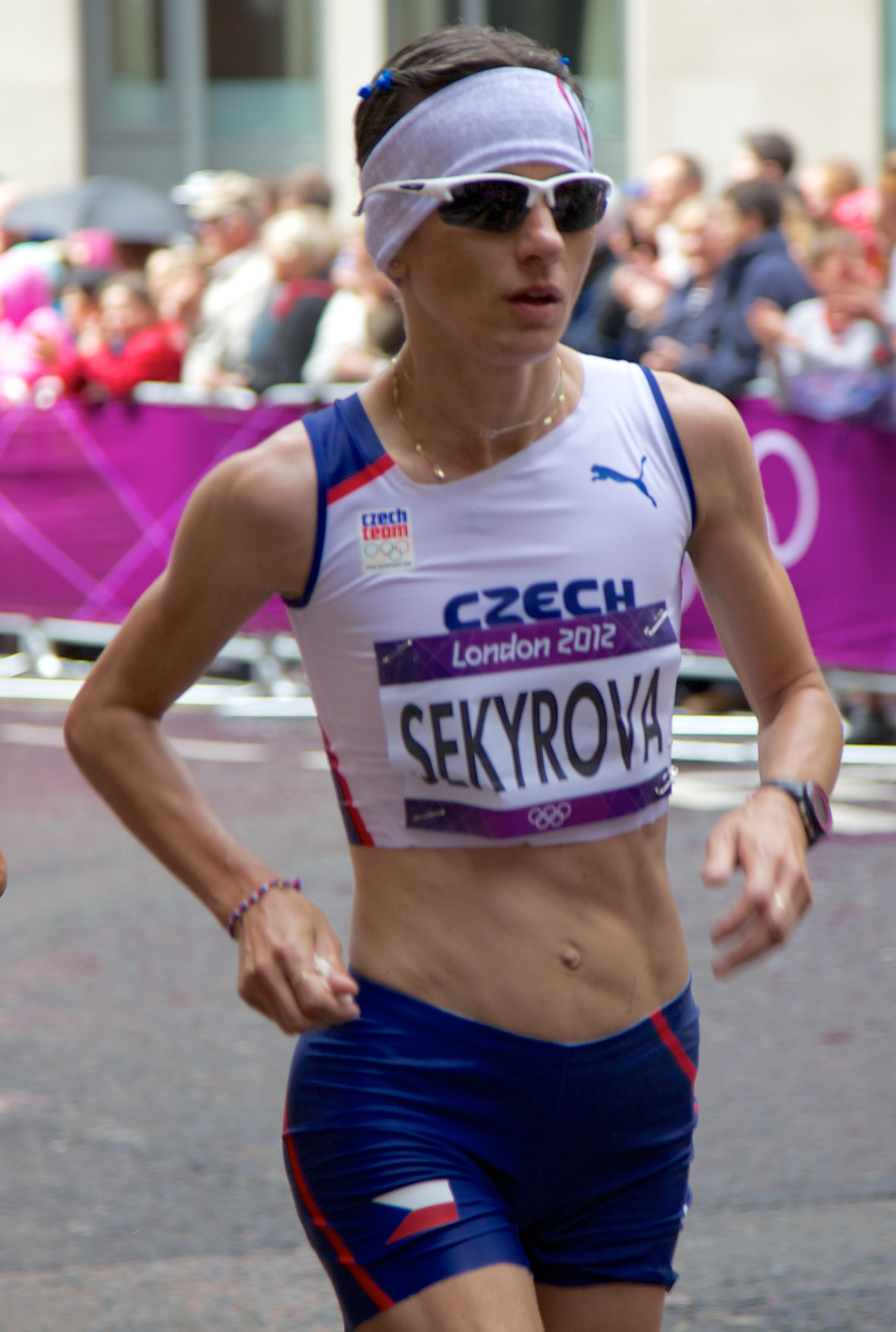
Ivana Sekyrová i damernas maraton
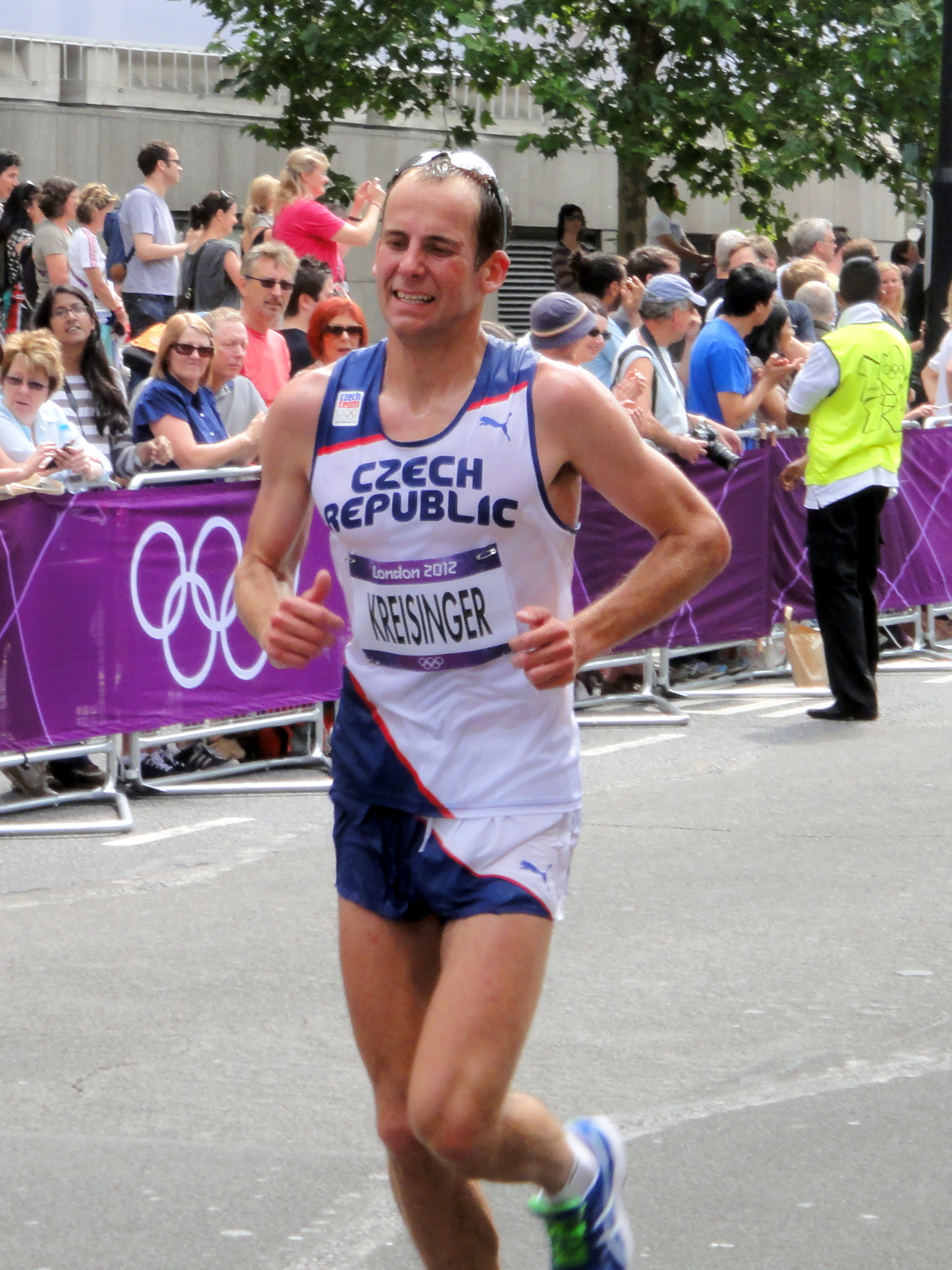
Jan Kreisinger i herrarnas maraton

## Gymnastik
- Huvudartikel: Gymnastik vid olympiska sommarspelen 2012

### Artistisk
Herrar
| Idrottare      | Gren     | Kval    | Kval    | Kval    | Kval    | Kval    | Kval    | Kval   | Kval      | Final            | Final            | Final            | Final            | Final            | Final            | Final            | Final            |
| Idrottare      | Gren     | Redskap | Redskap | Redskap | Redskap | Redskap | Redskap | Totalt | Placering | Redskap          | Redskap          | Redskap          | Redskap          | Redskap          | Redskap          | Totalt           | Placering        |
| Idrottare      | Gren     | F       | PH      | R       | V       | PB      | HB      | Totalt | Placering | F                | PH               | R                | V                | PB               | HB               | Totalt           | Placering        |
| -------------- | -------- | ------- | ------- | ------- | ------- | ------- | ------- | ------ | --------- | ---------------- | ---------------- | ---------------- | ---------------- | ---------------- | ---------------- | ---------------- | ---------------- |
| Martin Konečný | Mångkamp | 14.266  | 12.900  | 13.166  | 14.866  | 13.733  | 14.100  | 83.031 | 34        | Gick inte vidare | Gick inte vidare | Gick inte vidare | Gick inte vidare | Gick inte vidare | Gick inte vidare | Gick inte vidare | Gick inte vidare |

Damer
| Idrottare         | Gren     | Kval    | Kval    | Kval    | Kval    | Kval   | Kval      | Final            | Final            | Final            | Final            | Final            | Final            |
| Idrottare         | Gren     | Redskap | Redskap | Redskap | Redskap | Totalt | Placering | Redskap          | Redskap          | Redskap          | Redskap          | Totalt           | Placering        |
| Idrottare         | Gren     | F       | V       | UB      | BB      | Totalt | Placering | F                | V                | UB               | BB               | Totalt           | Placering        |
| ----------------- | -------- | ------- | ------- | ------- | ------- | ------ | --------- | ---------------- | ---------------- | ---------------- | ---------------- | ---------------- | ---------------- |
| Kristýna Pálešová | Mångkamp | 12.966  | 13.800  | 14.133  | 9.700   | 50.599 | 47        | Gick inte vidare | Gick inte vidare | Gick inte vidare | Gick inte vidare | Gick inte vidare | Gick inte vidare |

### Trampolin
| Idrottare        | Gren  | Kval   | Kval      | Final            | Final            |
| Idrottare        | Gren  | Poäng  | Placering | Poäng            | Placering        |
| ---------------- | ----- | ------ | --------- | ---------------- | ---------------- |
| Zita Frydrychová | Damer | 76.560 | 15        | Gick inte vidare | Gick inte vidare |

## Judo
Herrar
| Idrottare     | Gren                     | 32-delsfinal         | Sextondelsfinal         | Åttondelsfinal             | Kvartsfinal                  | Semifinal            | Återkval               | Bronsmatch           | Final                | Final            |
| Idrottare     | Gren                     | Motståndare Resultat | Motståndare Resultat    | Motståndare Resultat       | Motståndare Resultat         | Motståndare Resultat | Motståndare Resultat   | Motståndare Resultat | Motståndare Resultat | Placering        |
| ------------- | ------------------------ | -------------------- | ----------------------- | -------------------------- | ---------------------------- | -------------------- | ---------------------- | -------------------- | -------------------- | ---------------- |
| Jaromír Ježek | Lättvikt (-73 kg)        | BYE                  | Smith (SAM) W 0100–0000 | Wang K-c (KOR) L 0001–0010 | Gick inte vidare             | Gick inte vidare     | Gick inte vidare       | Gick inte vidare     | Gick inte vidare     | Gick inte vidare |
| Jaromír Musil | Halv mellanvikt (-81 kg) | i.u.                 | Toma (MDA) L 0001–1000  | Gick inte vidare           | Gick inte vidare             | Gick inte vidare     | Gick inte vidare       | Gick inte vidare     | Gick inte vidare     | Gick inte vidare |
| Lukáš Krpálek | Halv tungvikt (-100 kg)  | i.u.                 | BYE                     | Anai (JPN) W 1001–0000     | Khaibulaev (RUS) L 0011–0100 | Did not advance      | Grol (NED) L 0000–1010 | Gick inte vidare     | Gick inte vidare     | 7                |

## Kanotsport
Slalom
| Kanotist                          | Gren                | Omgång 1 | Omgång 1  | Omgång 1 | Omgång 1  | Omgång 1 | Omgång 1  | Semifinal | Semifinal | Final            | Final            |
| Kanotist                          | Gren                | Omgång 1 | Placering | Omgång 2 | Placering | Bästa    | Placering | Tid       | Placering | Tid              | Placering        |
| --------------------------------- | ------------------- | -------- | --------- | -------- | --------- | -------- | --------- | --------- | --------- | ---------------- | ---------------- |
| Vavřinec Hradilek                 | Herrarnas K1 slalom | 87.44    | 2         | 87.66    | 2         | 87.44    | 3 Q       | 99.58     | 8 Q       | 94.78            | 2                |
| Stanislav Ježek                   | Herrarnas C1 slalom | 94.09    | 4         | 206.82   | 16        | 94.09    | 9 Q       | 104.37    | 7 Q       | 105.73           | 5                |
| Stanislav Ježek Vavřinec Hradilek | Herrarnas C2 slalom | 104.00   | 6         | 150.87   | 11        | 104.00   | 8 Q       | 115.50    | 9         | Gick inte vidare | Gick inte vidare |
| Ondřej Štěpánek Jaroslav Volf     | Herrarnas C2 slalom | 106.91   | 8         | DNS      | DNS       | 106.91   | 9 Q       | 112.22    | 7         | Gick inte vidare | Gick inte vidare |
| Štěpánka Hilgertová               | Damernas K1 slalom  | 101.50   | 3         | 100.75   | 3         | 100.75   | 5 Q       | 114.10    | 9 Q       | 109.16           | 4                |

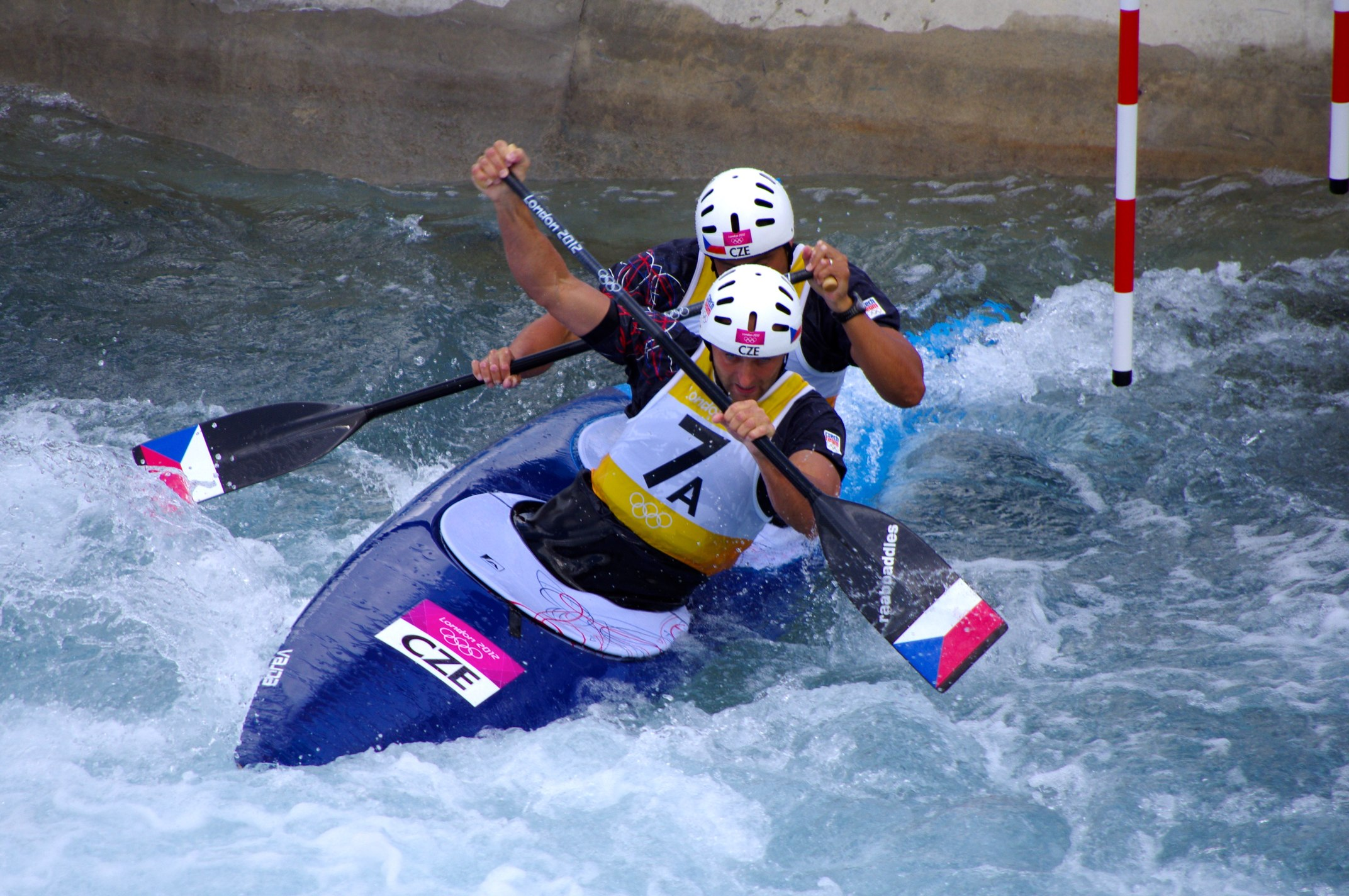
Jaroslav Volf & Ondřej Štěpánek i C2-semifinal
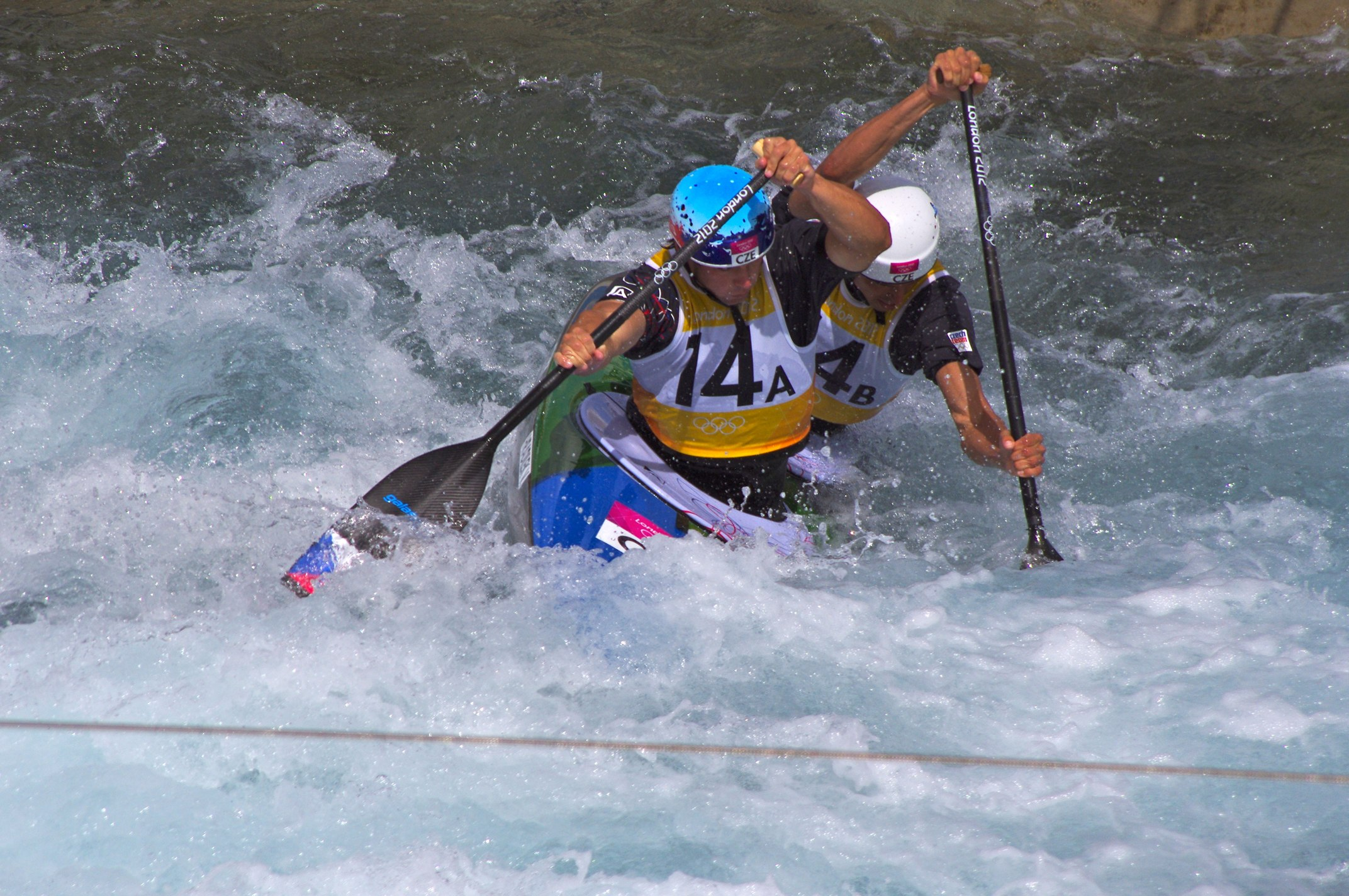
Vavřinec Hradilek & Stanislav Ježek  i C2-semifinal

Sprint
| Kanotist                                          | Gren                | Heat     | Heat      | Semifinal | Semifinal | Final    | Final     |
| Kanotist                                          | Gren                | Tid      | Placering | Tid       | Placering | Tid      | Placering |
| ------------------------------------------------- | ------------------- | -------- | --------- | --------- | --------- | -------- | --------- |
| Filip Dvořák Jaroslav Radoň                       | Herrarnas C2 1000 m | 3:38.711 | 4 Q       | 3:37.839  | 2 FA      | 3:37.601 | 5         |
| Josef Dostál Daniel Havel Jan Štěrba Lukáš Trefil | Herrarnas K4 1000 m | 2:54.267 | 2 Q       | 2:54.303  | 3 FA      | 2:55.850 | 3         |

## Konstsim
| Idrottare                       | Gren           | Teknisk rutin | Teknisk rutin | Fri rutin (inledande) | Fri rutin (inledande)  | Fri rutin (inledande) | Fri rutin (final) | Fri rutin (final)      | Fri rutin (final) |
| Idrottare                       | Gren           | Poäng         | Placering     | Poäng                 | Totalt (teknisk + fri) | Placering             | Placering         | Totalt (teknisk + fri) | Placering         |
| ------------------------------- | -------------- | ------------- | ------------- | --------------------- | ---------------------- | --------------------- | ----------------- | ---------------------- | ----------------- |
| Soňa Bernardová Alžběta Dufková | Damernas duett | 85.800        | 14            | 86.040                | 171.840                | 14                    | Gick inte vidare  | Gick inte vidare       | Gick inte vidare  |

## Modern femkamp
| Idrottare       | Gren   | Fäktning (värja) | Fäktning (värja) | Fäktning (värja) | Simning (200 m frisim) | Simning (200 m frisim) | Simning (200 m frisim) | Ridsport (hästhoppning) | Ridsport (hästhoppning) | Ridsport (hästhoppning) | Kombinerat: skytte/löpning (10 m luftpistol)/(3000 m) | Kombinerat: skytte/löpning (10 m luftpistol)/(3000 m) | Kombinerat: skytte/löpning (10 m luftpistol)/(3000 m) | Totalpoäng | Slutpoäng |
| Idrottare       | Gren   | Resultat         | Placering        | MF-poäng         | Tid                    | Placering              | MF-poäng               | Straff                  | Placering               | MF-poäng                | Tid                                                   | Placering                                             | MF-poäng                                              | Totalpoäng | Slutpoäng |
| --------------- | ------ | ---------------- | ---------------- | ---------------- | ---------------------- | ---------------------- | ---------------------- | ----------------------- | ----------------------- | ----------------------- | ----------------------------------------------------- | ----------------------------------------------------- | ----------------------------------------------------- | ---------- | --------- |
| Ondřej Polívka  | Damer  | 12–23            | =34              | 688              | 2:02,71                | =10                    | 1328                   | 64                      | 15                      | 1136                    | 10:25,99                                              | 4                                                     | 2500                                                  | 5652       | 15        |
| David Svoboda   | Damer  | 26–9             | 1                | 1024 OR          | 2:04,84                | 17                     | 1304                   | 68                      | 16                      | 1132                    | 10:33,02                                              | 6                                                     | 2468                                                  | 5928 OR    | 1         |
| Natálie Dianová | Herrar | 17–18            | =19              | 808              | 2:13,78                | 7                      | 1196                   | 144                     | 28                      | 1056                    | 12:33,61                                              | 23                                                    | 1988                                                  | 5048       | 22        |

## Rodd
Herrar
| Idrottare                                                 | Gren                        | Heat    | Heat      | Återkval | Återkval  | Kvartsfinal | Kvartsfinal | Semifinal        | Semifinal        | Final            | Final     | Final |
| Idrottare                                                 | Gren                        | Tid     | Placering | Tid      | Placering | Tid         | Placering   | Tid              | Placering        | Tid              | Placering |       |
| --------------------------------------------------------- | --------------------------- | ------- | --------- | -------- | --------- | ----------- | ----------- | ---------------- | ---------------- | ---------------- | --------- | ----- |
| Ondřej Synek                                              | Singelsculler               | 6:53,23 | 1 QF      | i.u.     | i.u.      | 6:53,32     | 1 SA/B      | 7:16,58          | 1 FA             | 6:59,37          | 2         |       |
| Milan Bruncvík Michal Horváth Matyáš Klang Jakub Podrazil | Fyra utan styrman           | 5:54,37 | 4 R       | 6:04,56  | 4         | i.u.        | i.u.        | Gick inte vidare | Gick inte vidare | Gick inte vidare | 13        |       |
| Jiří Kopáč Jan Vetešník Ondřej Vetešník Miroslav Vraštil  | Lättvikts-fyra utan styrman | 5:52,69 | 4 R       | 6:02,23  | 3 SA/B    | i.u.        | i.u.        | 6:06,85          | 6 FB             | 6:11,49          | 11        |       |

Damer
| Idrottare                     | Gren          | Heat    | Heat      | Återkval | Återkval  | Kvartsfinal | Kvartsfinal | Semifinal | Semifinal | Final   | Final     | Final |
| Idrottare                     | Gren          | Tid     | Placering | Tid      | Placering | Tid         | Placering   | Tid       | Placering | Tid     | Placering |       |
| ----------------------------- | ------------- | ------- | --------- | -------- | --------- | ----------- | ----------- | --------- | --------- | ------- | --------- | ----- |
| Miroslava Knapková            | Singelsculler | 7:24,17 | 1 QF      | i.u.     | i.u.      | 7:35,35     | 1 SA/B      | 7:42,57   | 1 FA      | 7:54,37 | 1         |       |
| Jitka Antošová Lenka Antošová | Dubbelsculler | 7:05,05 | 5 R       | 7:11,68  | 3 FA      | i.u.        | i.u.        | i.u.      | i.u.      | 7:24,93 | 7         |       |

## Segling
Herrar
| Seglare       | Gren      | Lopp | Lopp | Lopp | Lopp | Lopp | Lopp | Lopp | Lopp | Lopp | Lopp | Lopp | Summerad poäng | Finalplacering |
| Seglare       | Gren      | 1    | 2    | 3    | 4    | 5    | 6    | 7    | 8    | 9    | 10   | M*   | Summerad poäng | Finalplacering |
| ------------- | --------- | ---- | ---- | ---- | ---- | ---- | ---- | ---- | ---- | ---- | ---- | ---- | -------------- | -------------- |
| Karel Lavický | RS:X      | 30   | 29   | 32   | 34   | BFD  | 34   | 36   | 31   | DNF  | 31   | EL   | 296            | 36             |
| Viktor Teplý  | Laser     | 29   | 27   | 31   | 34   | 32   | 25   | 11   | 34   | 37   | 11   | EL   | 234            | 28             |
| Michal Maier  | Finnjolle | 19   | 18   | 21   | 10   | 18   | 23   | 18   | 20   | 23   | 15   | EL   | 162            | 21             |

M = Medaljlopp; EL = Eliminerad – gick inte vidare till medaljloppet;
Damer
| Seglare           | Gren         | Lopp | Lopp | Lopp | Lopp | Lopp | Lopp | Lopp | Lopp | Lopp | Lopp | Lopp | Summerad poäng | Finalplacering |
| Seglare           | Gren         | 1    | 2    | 3    | 4    | 5    | 6    | 7    | 8    | 9    | 10   | M*   | Summerad poäng | Finalplacering |
| ----------------- | ------------ | ---- | ---- | ---- | ---- | ---- | ---- | ---- | ---- | ---- | ---- | ---- | -------------- | -------------- |
| Veronika Fenclová | Laser radial | 23   | 4    | 7    | 6    | 21   | 2    | 17   | 6    | 12   | 12   | 18   | 105            | 9              |

M = Medaljlopp; EL = Eliminerad – gick inte vidare till medaljloppet;

## Tennis
Herrar
| Spelare                      | Gren       | Omgång 1                   | Omgång 2                                     | Åttondelsfinaler                      | Kvartsfinaler     | Semifinaler       | Final / BM        | Final / BM       |
| Spelare                      | Gren       | Motståndare Poäng          | Motståndare Poäng                            | Motståndare Poäng                     | Motståndare Poäng | Motståndare Poäng | Motståndare Poäng | Placering        |
| ---------------------------- | ---------- | -------------------------- | -------------------------------------------- | ------------------------------------- | ----------------- | ----------------- | ----------------- | ---------------- |
| Tomáš Berdych                | Herrsingel | Darcis (BEL) L 4–6, 4–6    | Gick inte vidare                             | Gick inte vidare                      | Gick inte vidare  | Gick inte vidare  | Gick inte vidare  | Gick inte vidare |
| Radek Štěpánek               | Herrsingel | Davydenko (RUS) L 4–6, 3–6 | Gick inte vidare                             | Gick inte vidare                      | Gick inte vidare  | Gick inte vidare  | Gick inte vidare  | Gick inte vidare |
| Tomáš Berdych Radek Štěpánek | Herrdubbel | i.u.                       | Bracciali / Seppi (ITA) W 4–6, 7–6(7–5), 6–4 | Melo / Soares (BRA) L 6–1, 4–6, 22–24 | Gick inte vidare  | Gick inte vidare  | Gick inte vidare  | Gick inte vidare |

Damer
| Spelare                          | Gren      | Omgång 1                         | Omgång 2                                  | Åttondelsfinaler            | Kvartsfinaler                           | Semifinaler                             | Final / BM                                 | Final / BM       |
| Spelare                          | Gren      | Motståndare Poäng                | Motståndare Poäng                         | Motståndare Poäng           | Motståndare Poäng                       | Motståndare Poäng                       | Motståndare Poäng                          | Placering        |
| -------------------------------- | --------- | -------------------------------- | ----------------------------------------- | --------------------------- | --------------------------------------- | --------------------------------------- | ------------------------------------------ | ---------------- |
| Petra Cetkovská                  | Damsingel | Kerber (GER) L 1–6, 0–3r         | Gick inte vidare                          | Gick inte vidare            | Gick inte vidare                        | Gick inte vidare                        | Gick inte vidare                           | Gick inte vidare |
| Petra Kvitová                    | Damsingel | Bondarenko (UKR) W 6–4, 5–7, 6–4 | Peng (CHN) W 7–5, 2–6, 6–1                | Pennetta (ITA) W 6–3, 6–0   | Kirilenko (RUS) L 6–7(3–7), 3–6         | Gick inte vidare                        | Gick inte vidare                           | Gick inte vidare |
| Lucie Šafářová                   | Damsingel | Robson (GBR) L 6–7(4–7), 4–6     | Gick inte vidare                          | Gick inte vidare            | Gick inte vidare                        | Gick inte vidare                        | Gick inte vidare                           | Gick inte vidare |
| Klára Zakopalová                 | Damsingel | Schiavone (ITA) L 3–6, 6–3, 4–6  | Gick inte vidare                          | Gick inte vidare            | Gick inte vidare                        | Gick inte vidare                        | Gick inte vidare                           | Gick inte vidare |
| Petra Cetkovská Lucie Šafářová   | Damdubbel | i.u.                             | Errani / Vinci (ITA) L 2–6, 3–6           | Gick inte vidare            | Gick inte vidare                        | Gick inte vidare                        | Gick inte vidare                           | Gick inte vidare |
| Andrea Hlaváčková Lucie Hradecká | Damdubbel | i.u.                             | Babos / Szávay (HUN) W 6–1, 6–7(5–7), 6–2 | Li / Zhang (CHN) W 6–3, 6–1 | C-j Chuang / S-w Hsieh (TPE) W 6–3, 6–4 | Huber / L Raymond (USA) W 6–1, 7–6(7–2) | S. Williams / V. Williams (USA) L 4–6, 4–6 | 2                |

Mixed
| Spelare                       | Gren        | Åttondelsfinaler                              | Kvartsfinaler     | Semifinaler       | Final / BM        | Final / BM       |
| Spelare                       | Gren        | Motståndare Poäng                             | Motståndare Poäng | Motståndare Poäng | Motståndare Poäng | Placering        |
| ----------------------------- | ----------- | --------------------------------------------- | ----------------- | ----------------- | ----------------- | ---------------- |
| Radek Štěpánek Lucie Hradecká | Mixeddubbel | Murray / Robson (GBR) L 5–7, 7–6(9–7), [7–10] | Gick inte vidare  | Gick inte vidare  | Gick inte vidare  | Gick inte vidare |

## Triathlon
| Triathlet        | Gren                | Simning (1,5 km) | Trans 1 | Cykling (40 km) | Trans 2 | Löpning (10 km) | Total tid | Placering |
| ---------------- | ------------------- | ---------------- | ------- | --------------- | ------- | --------------- | --------- | --------- |
| Jan Čelůstka     | Herrarnas triathlon | 17:25            | 0:40    | 58:49           | 0:29    | 32:54           | 1:50:17   | 30        |
| Přemysl Švarc    | Herrarnas triathlon | 18:08            | 0:41    | 59:37           | 0:29    | 33:13           | 1:52:08   | 45        |
| Vendula Frintová | Damernas triathlon  | 19:30            | 0:42    | 1:05:27         | 0:32    | 35:57           | 2:02:08   | 15        |
| Radka Vodičková  | Damernas triathlon  | 19:18            | 0:41    | 1:05:40         | 0:34    | 36:21           | 2:02:34   | 20        |